# Johnny Sæther
Johnny Sæther (* 1. Januar 1971) ist ein ehemaliger norwegischer Radrennfahrer und nationaler Meister im Radsport.

## Sportliche Laufbahn
Sæther war im Straßenradsport aktiv. 1993  gewann er den norwegischen Titel im Straßenrennen, nachdem er bereits bei den Junioren 1989 die Meisterschaften im Einzelzeitfahren und im Mannschaftszeitfahren gewonnen hatte.
1991 gewann er bei den Straßenradsport-Weltmeisterschaften mit Roar Skaane, Stig Kristiansen und Bjørn Stenersen die Bronzemedaille im Mannschaftszeitfahren. Bei den Nordischen Meisterschaften im Radsport gewann er 1992 die Silbermedaille im Mannschaftszeitfahren, 1993 holte er Bronze in dieser Disziplin.